# Sè (Bénin)
Pour la localité du Burkina Faso, voir Sè.
Sè est une localité et un arrondissement du sud-ouest du Bénin situé à environ 90 km de Cotonou, au bord de la route nationale reliant Comè à Lokossa. Il fait partie de la commune de Houéyogbé et du département du Mono.

## Poterie de Sè

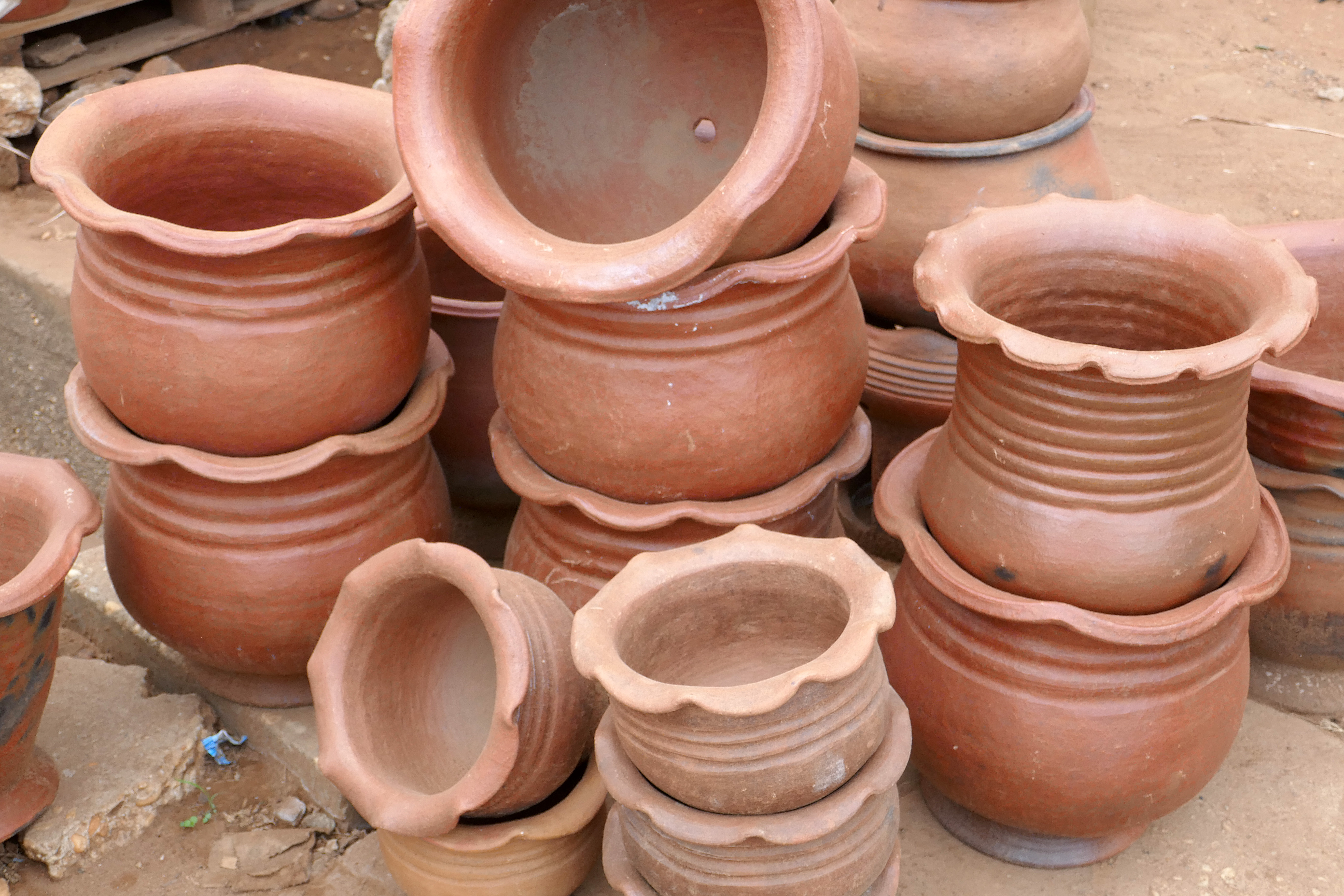
Poterie.

La localité est renommée pour sa poterie : plats, casseroles de cuisine, jarres, pots de fleurs et autres objets d’art à base d’argile cuite, uniquement réalisés par les femmes. Elles perpétuent un savoir-faire ancestral. Des touristes européens viennent visiter ces femmes potières avec comme objectif un partage de savoirs. Le marché de Sè est une vitrine d’exposition.

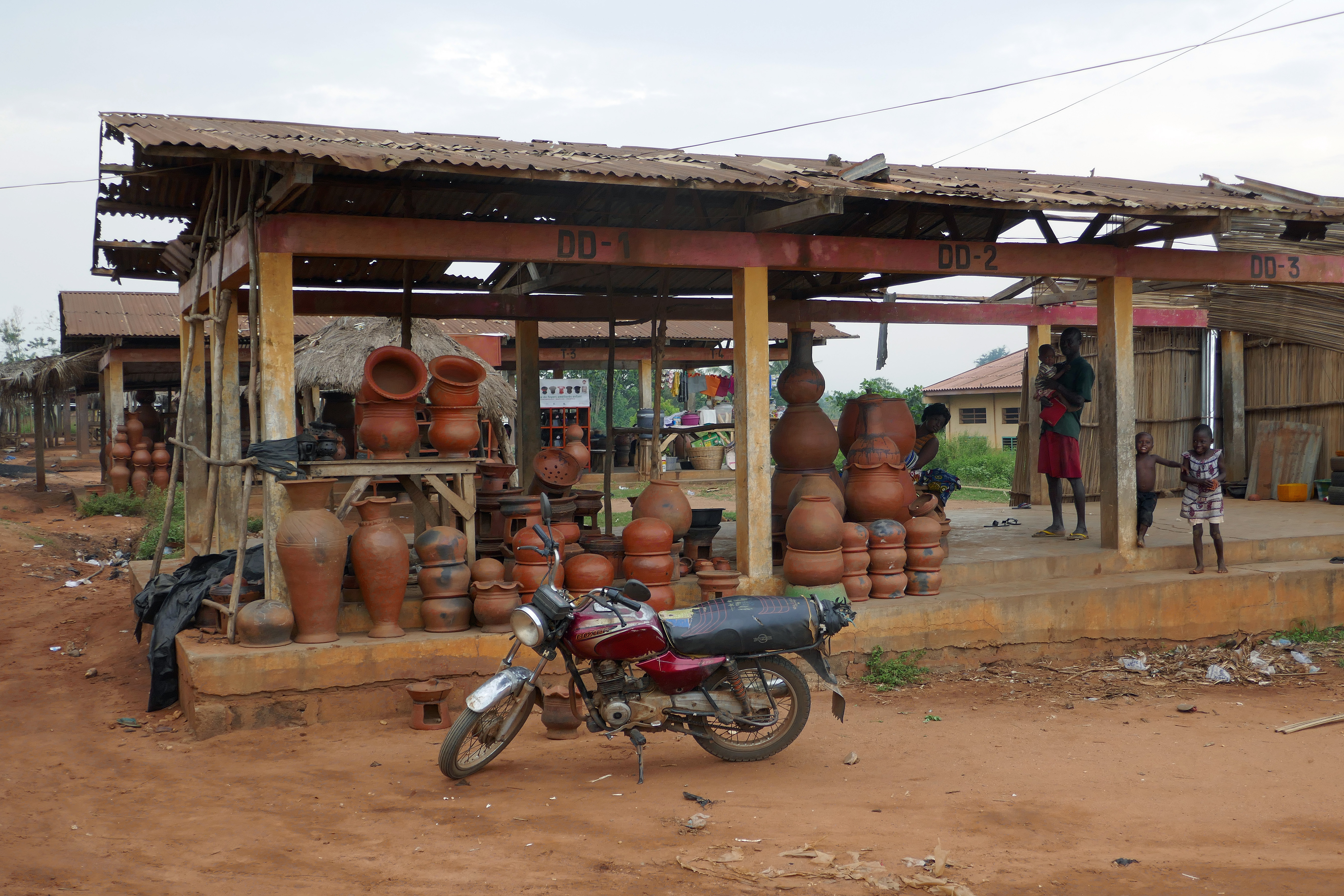
Vente au bord de la route
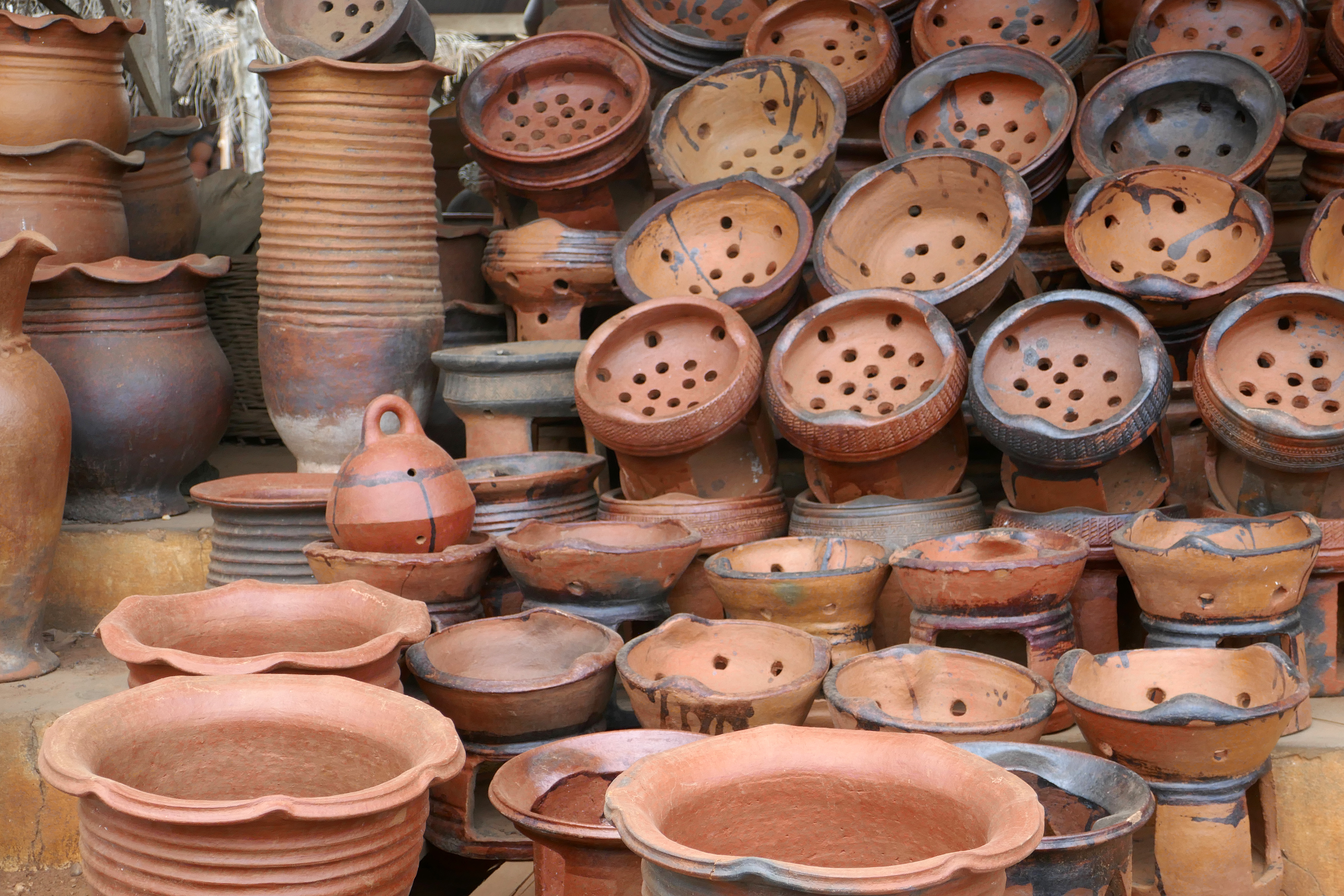
Choix de récipients
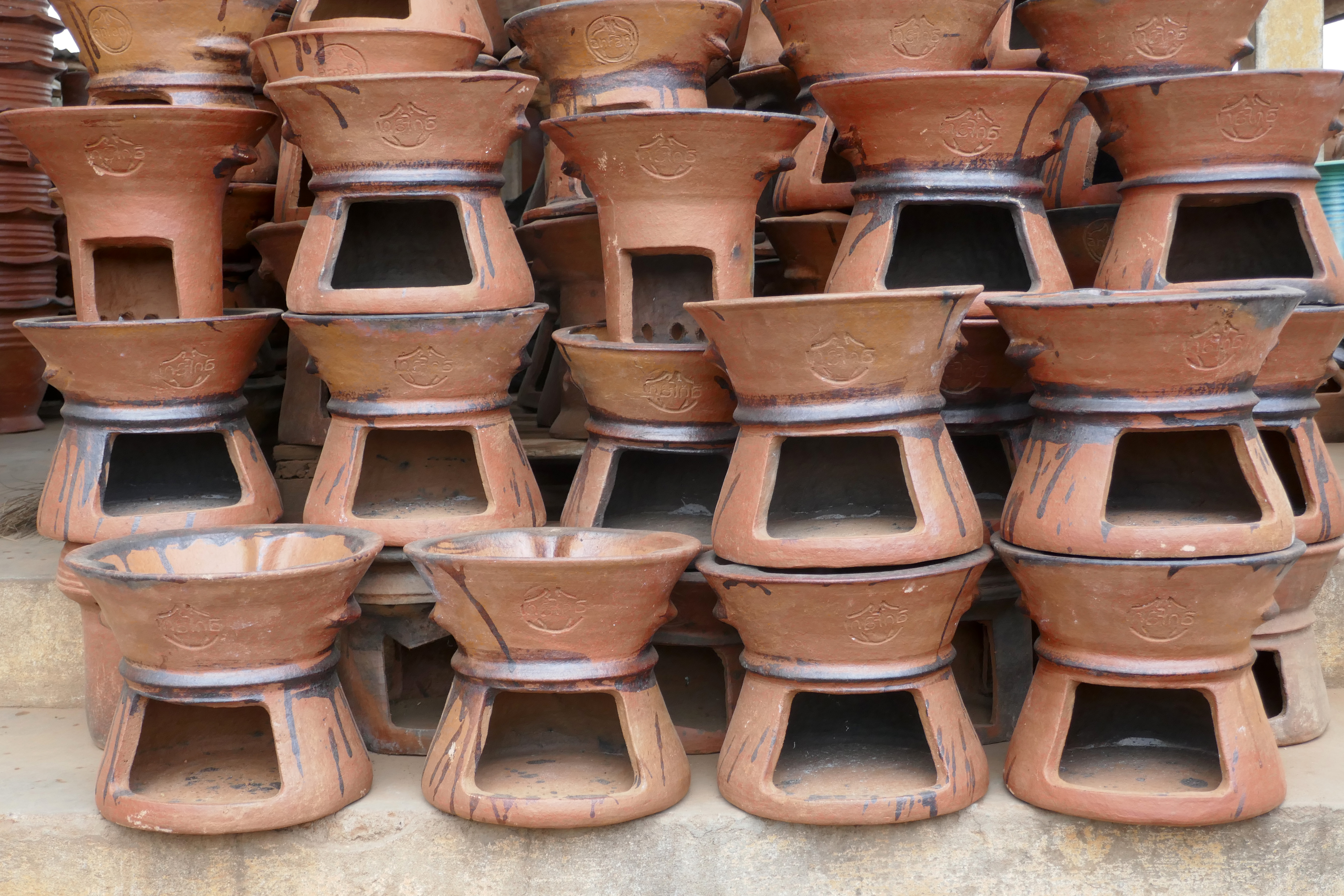
Foyers améliorés
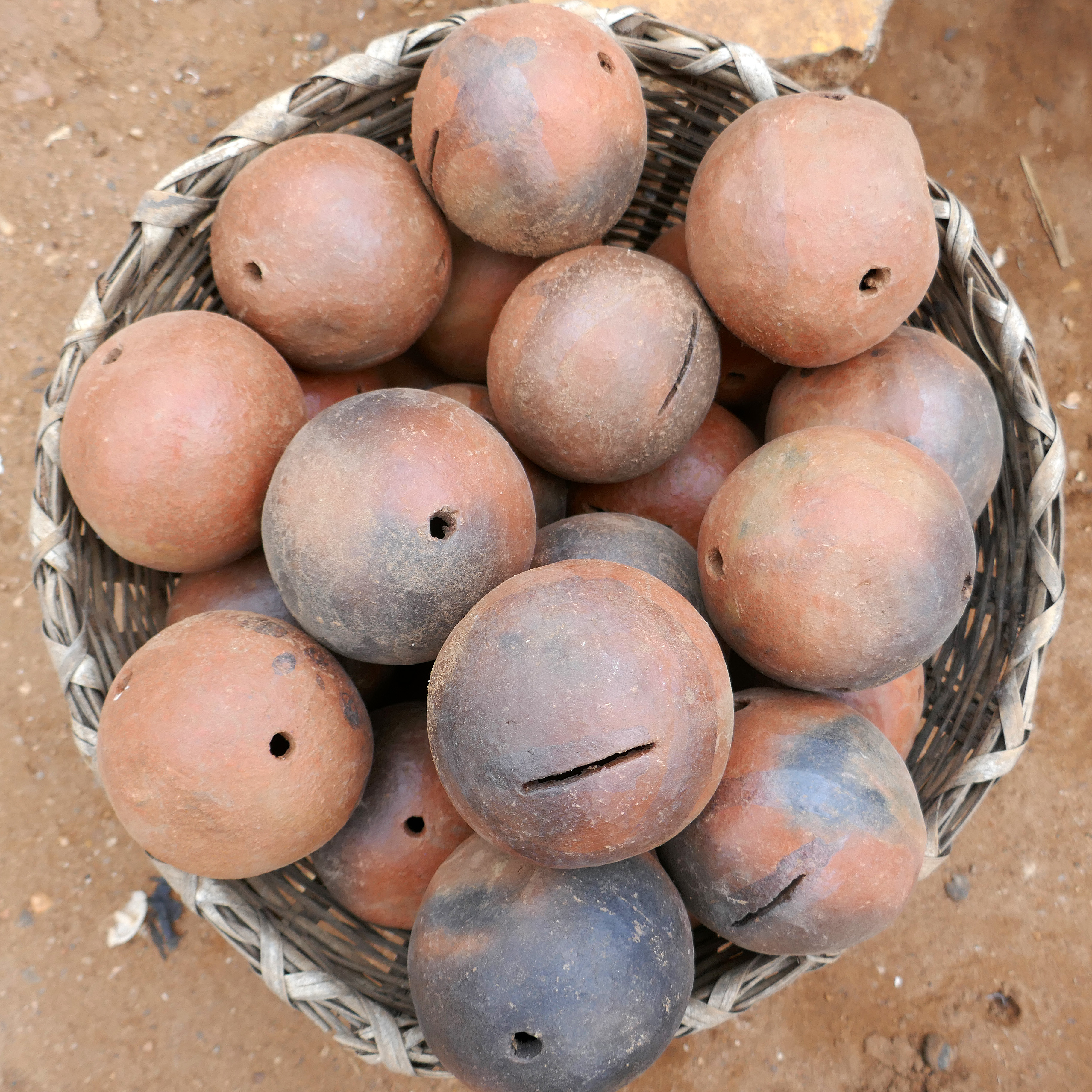
Tirelires